# مچ وود، میشیگان
مچ وود (به انگلیسی: Matchwood Township) یک منطقهٔ مسکونی در ایالات متحده آمریکا است که در شهرستان انتوناگون، میشیگان واقع شده‌است.
 مچ وود  ۹۴ نفر جمعیت دارد و ۳۸۳ متر بالاتر از سطح دریا واقع شده‌است.